# Per Gulbrandsen
Per Ziegler Gulbrandsen (Oslo, 18 de julio de 1897-Oslo, 2 de noviembre de 1963) fue un deportista noruego que compitió en remo. Participó en los Juegos Olímpicos de Amberes 1920, obteniendo una medalla de bronce en la prueba de cuatro con timonel.

## Palmarés internacional
| Juegos Olímpicos | Juegos Olímpicos  | Juegos Olímpicos  | Juegos Olímpicos   |
| Año              | Lugar             | Medalla           | Prueba             |
| ---------------- | ----------------- | ----------------- | ------------------ |
| 1920             | Amberes (Bélgica) | Medalla de bronce | Cuatro con timonel |